# Coelogynopora gigantea
Coelogynopora gigantea är en plattmaskart som beskrevs av Meixner 1938. Coelogynopora gigantea ingår i släktet Coelogynopora och familjen Coelogynoporidae. Inga underarter finns listade i Catalogue of Life.